# ریس گری
ریس گری (انگلیسی: Reece Gray؛ زادهٔ ۱ سپتامبر ۱۹۹۲) بازیکن فوتبال اهل بریتانیا است.
از باشگاه‌هایی که در آن بازی کرده‌است می‌توان به باشگاه فوتبال هالیفاکس تاون، باشگاه فوتبال روچدیل، باشگاه فوتبال نورتویچ ویکتوریا، و باشگاه فوتبال هاید اشاره کرد.